# Galaxias tanycephalus
The saddled galaxias (Galaxias tanycephalus) là một loài cá thuộc họ Galaxiidae. Nó là loài đặc hữu của Úc.